# 中埃布拉赫河
49°49′58.2″N 10°45′55.5″E / 49.832833°N 10.765417°E
中埃布拉赫河（德語：Mittlere Ebrach），是德國的河流，位於該國東南部，由巴伐利亞負責管轄，屬於勞厄埃布拉赫河的右支流，河道全長25.3公里，河畔城鎮有埃布拉赫、布格溫德海姆和布格埃布拉赫。